# Feira da Mata
Feira da Mata este un oraș în statul Bahia (BA) din Brazilia.